# 1950年代の日本
1950年代の日本（1950ねんだいのにほん）では、1950年代の日本の出来事・流行・世相などについてまとめる。
日本の元号では、昭和25年から昭和34年に当たる。

## 日本の世相
- 民間放送がスタート（1951年）
- テレビの本放送がスタート（1953年）
- 昭和の市町村大合併（1953年〜1959年）
- 第五福竜丸事件（1954年3月1日） - 米軍のビキニ環礁水爆実験による放射性降下物を浴び、日本の遠洋マグロ漁船が被爆。
- ゴジラ映画公開（1954年11月3日）
- トヨタ・クラウン発売（1955年）
- 横浜市・名古屋市・京都市・大阪市・神戸市が政令指定都市に移行（1956年）
- 売春防止法成立（1956年）
- 東京タワー完成（1958年）
- メートル法実施（1959年）
- 伊勢湾台風による甚大な被害（1959年）

## できごと
日本では、戦後における「日本の民主化・非軍事化」に逆行するとされた動きを表す、いわゆる“逆コース”が始まる。

### 1950年
- 9月 - 東日興業が東日興業スタジオ（後の東京映画撮影所→日映新社撮影所）を開設。
- 達布森林鉄道の第二工区工事着手。

### 1951年
- 9月8日 - サンフランシスコ講和会議にて、日本国との平和条約（講和条約）締結。
- 民間放送スタート。

### 1952年
- 2月1日 - 朝日新聞と毎日新聞が名古屋市での印刷を再開。
- 2月11日 - 熊本県の松尾村で路線バスが溜池に転落し22名死亡。
- 4月28日 - 日本国との平和条約（サンフランシスコ平和条約）および日米安保条約が発効して連合国軍による占領が終了。日本の主権回復および連合国軍最高司令官総司令部 (GHQ/SCAP) の廃止。
- 7月21日 - 公安調査庁設置。
- 達布森林鉄道の第二工区（川上土場 - 東雲土場間）約11km竣工。全線24.6km開通。

### 1953年
- 3月1日 - 産業経済新聞が東京に進出、現地印刷開始。
- 3月3日 - 田中耕太郎、第2代最高裁判所長官に就任（〜1960年）。
- 3月10日〜20日 - 東京都台東区で台東会館事件（公安事件）発生。
- 3月28日 - 明星食品設立。
- 11月 - 日本初のスーパーマーケット「紀ノ国屋」が東京の青山に開業。
- テレビの本放送がスタート（2月1日にNHK、8月28日に日本テレビが本放送開始）。

### 1954年
- 3月1日 - 第五福竜丸事件。米軍のビキニ環礁水爆実験による放射性降下物を浴び、日本の遠洋マグロ漁船が被爆。
- 7月1日 - 自衛隊発足。
- 11月3日 - ゴジラ映画第一作公開。

### 1955年
- 1月1日 - トヨタ・クラウン発売。
- 社会党再統一及び保守合同で55年体制がスタート。
- 過度経済力集中排除法廃止（財閥系企業の復活）。

### 1956年
- 2月2日〜11日 - 第23回世界卓球選手権が東京で開催された。
- 5月3日 - 1956年世界柔道選手権大会（第1回世界柔道選手権大会）が東京の蔵前国技館で開催された。
- 9月1日 - 横浜市・名古屋市・京都市・大阪市・神戸市が政令指定都市に移行。
- 12月18日 - 日本が国際連合に加盟。

### 1957年
- 4月1日 - 「売春防止法」施行。
- 達布森林鉄道が廃止され、トラック輸送に転換。

### 1958年
- 3月3日 - スバル・360発表。
- 5月24日〜6月1日 - 1958年アジア競技大会（第3回アジア競技大会）が東京で開催された。
- 12月23日 - 東京タワー完成。
- 達布森林鉄道が全線撤去。

### 1959年
- 1月 - 土地・建物を除き、メートル法完全実施。
- 4月10日 - 皇太子・明仁親王と正田美智子が結婚、ミッチー・ブームが最高潮に。
- 5月26日 - IOC総会で、1964年の夏季オリンピック開催地が東京に決まる。
- 9月26日 - 同日潮岬に上陸した伊勢湾台風により、死者・行方不明者合計5,000人以上に上る甚大な被害が発生した。

## 政治と外交
- 戦後日本における民主化・非軍事化に逆行するとされた動きを表す、いわゆる“逆コース”が始まる。

### 政治

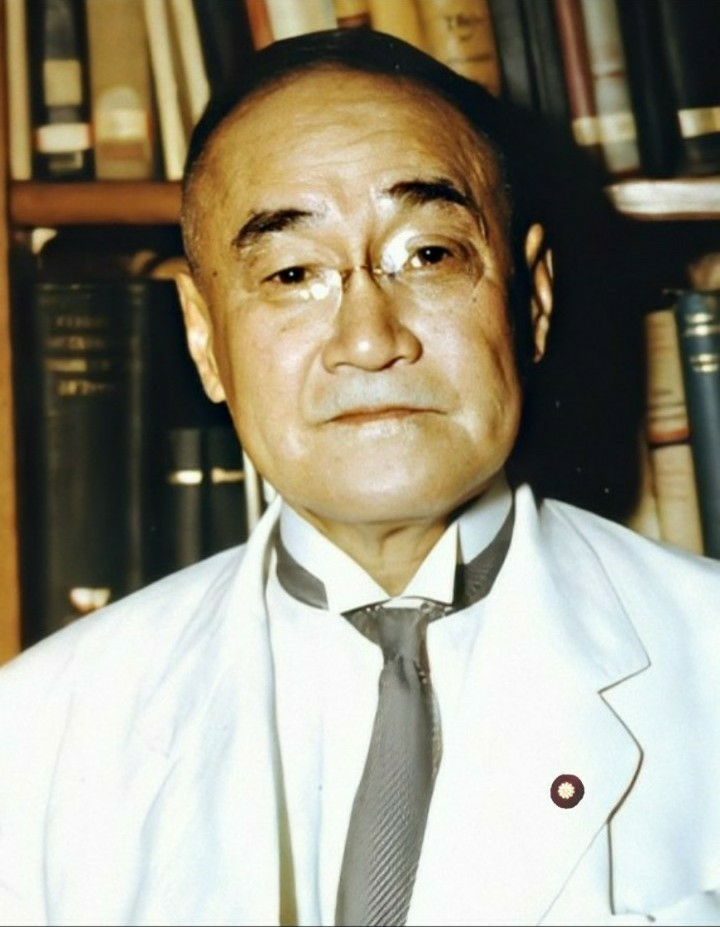
日本で過度経済力集中排除法の廃止（1955年）、財閥系企業の復活
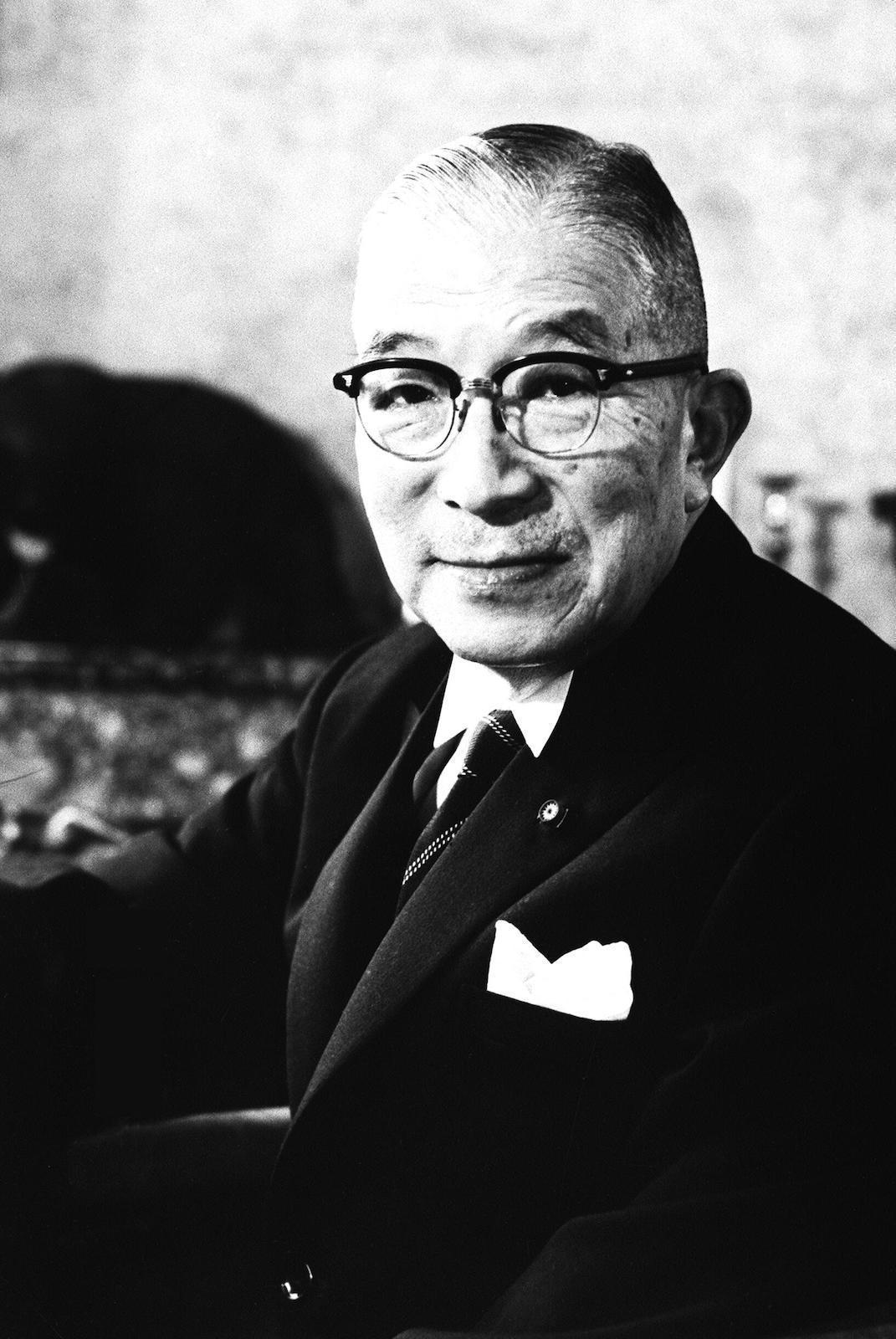
日本で社会党再統一及び保守合同で55年体制がスタート（1955年）
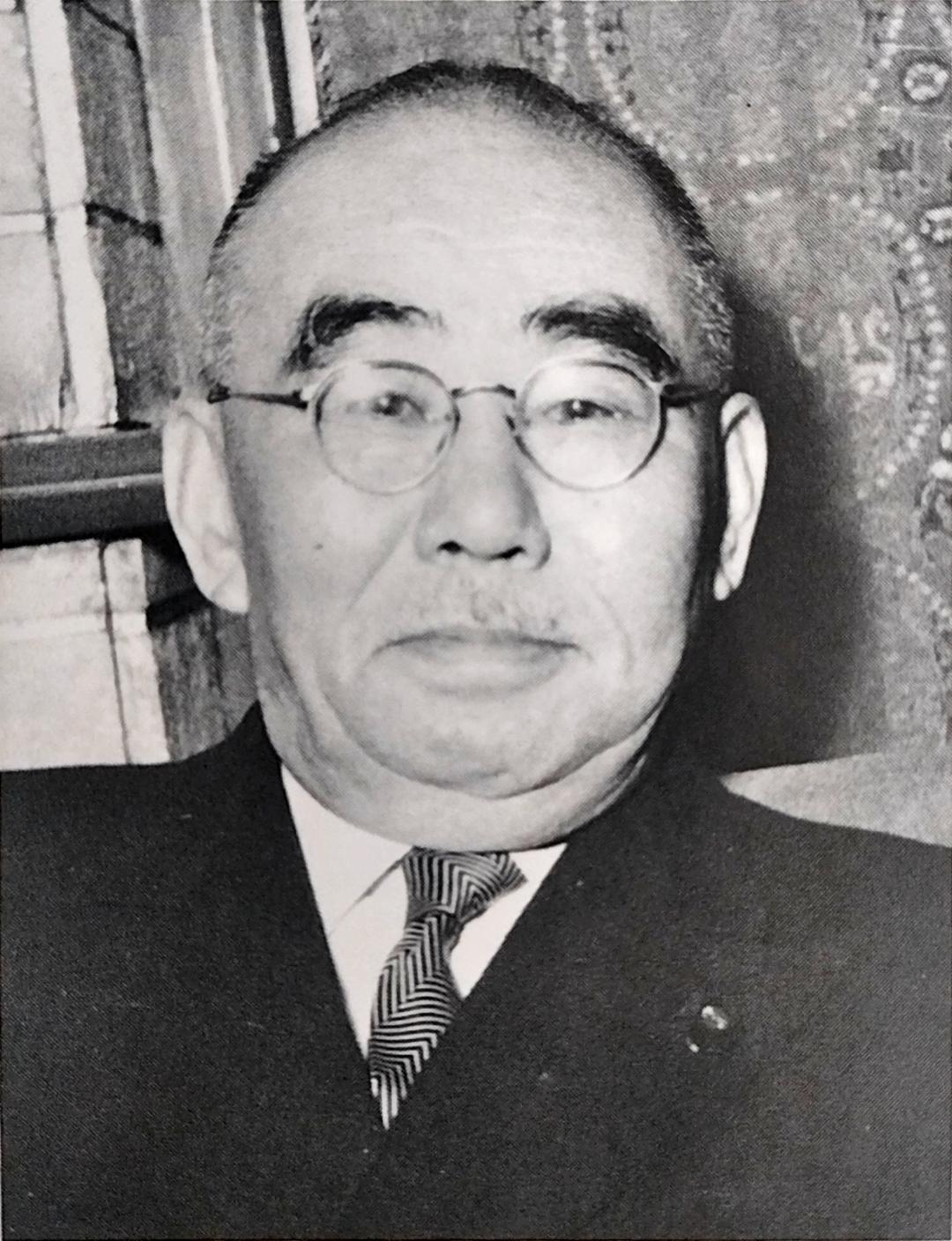
石橋湛山 （1956年-1957年）
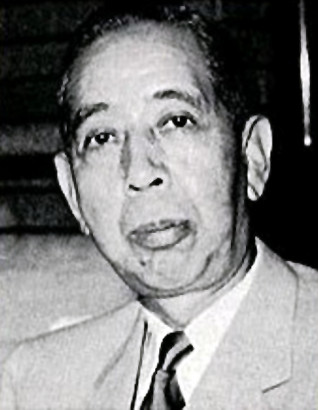
岸信介 （1957年-）

吉田内閣
- 第3次吉田内閣 （第1次改造内閣 - 第2次改造内閣 - 第3次改造内閣）
- 第4次吉田内閣
- 第5次吉田内閣

鳩山一郎内閣
- 第1次鳩山一郎内閣
- 第2次鳩山一郎内閣
- 第3次鳩山一郎内閣

石橋内閣
- 石橋内閣

岸内閣
- 第1次岸内閣 （改造内閣）
- 第2次岸内閣 （改造内閣）

1950年代の内閣総理大臣
- 吉田茂
（-1954年）
- 鳩山一郎
（1954年-1956年）
- 石橋湛山
（1956年-1957年）
- 岸信介
（1957年-）

### 外交
- サンフランシスコ講和会議、日本国との平和条約（1951年）

## 防衛
- 日本の再軍備、自衛隊発足（1954年）

自衛隊発足以前

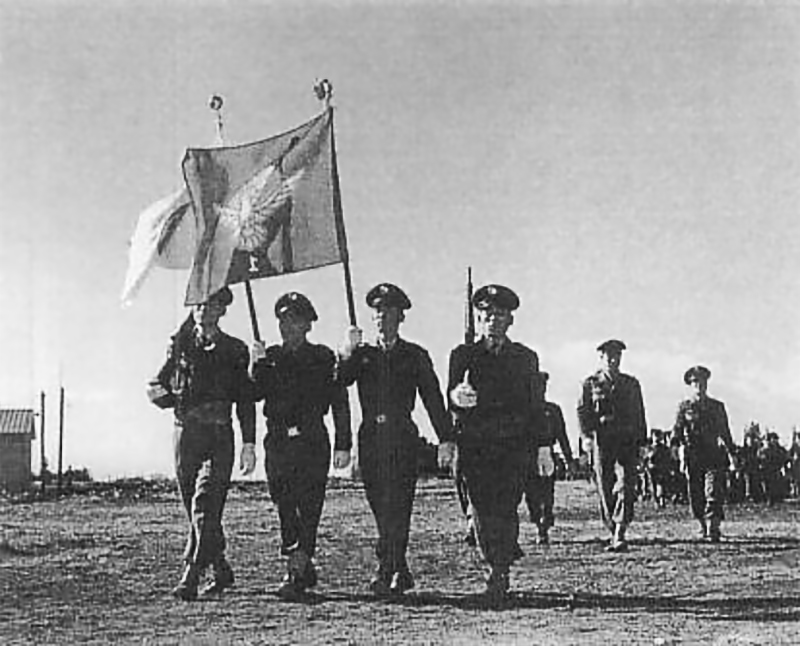
警察予備隊

- 1950年（昭和25年）8月10日：警察予備隊
- 海上保安庁
  - 1952年（昭和27年）4月26日： 海上警備隊

- 1952年（昭和27年）8月1日：保安庁
  - 1952年（昭和27年）10月15日：保安隊
    - 航空学校

  - 1952年（昭和27年）8月1日：警備隊 (保安庁)

- 1954年（昭和29年）7月1日：防衛庁
  - 陸上自衛隊
  - 海上自衛隊
  - 航空自衛隊

## 治安
- 公安調査庁設置（1952年）

## 社会
- 昭和の市町村大合併（1953年〜1959年）。
- 1956年の経済白書に「もはや戦後ではない」と記述され、流行語にもなった。

### 経済
1950年代始めの朝鮮特需（朝鮮戦争）を契機として、1954年（昭和29年）12月〜1957年（昭和32年）6月まで『神武景気』（数量景気）と呼ばれる好景気（いわゆる高度経済成長時代の始まりとされる）が発生。その後、1957年（昭和32年）7月〜1958年（昭和33年）6月まで『鍋底不況』（鍋底景気）に陥ったものの、続く1958年（昭和33年）7月〜1961年（昭和36年）12月にかけて42か月間続いた『岩戸景気』と呼ばれる好景気が発生している。
- 日本、高度経済成長の開始（1954年〜1957年の神武景気以降）

### 金融
- 1957年：準備預金制度が始まり、大口融資規制に関する通達があった。
- 1958年：表面が聖徳太子の1万円札の発行が始まった。

## 災害
- 昭和28年西日本水害（1953年） - 九州北部に甚大な被害。死者・行方不明者1,013名。
- 紀州大水害（1953年） - 和歌山県に甚大な被害。死者・行方不明者1,124名。
- 狩野川台風（1958年） - 静岡県伊豆地方と関東地方に甚大な被害。死者・行方不明者1,269名。
- 伊勢湾台風（1959年） - 紀伊半島から東海地方を中心に甚大な被害となり、死者・行方不明者は合わせて5,098名に上った。この台風を契機として、1961年（昭和36年）に災害対策基本法が制定された。

## 科学と技術
- 1951年9月1日、日本初の民間放送ラジオ局・CBCラジオが運用開始。

## 文化と芸術
- ジャズ喫茶、歌声喫茶が流行。
- 日本初のスーパーマーケット、紀ノ国屋オープン。

### 建築
アーケード

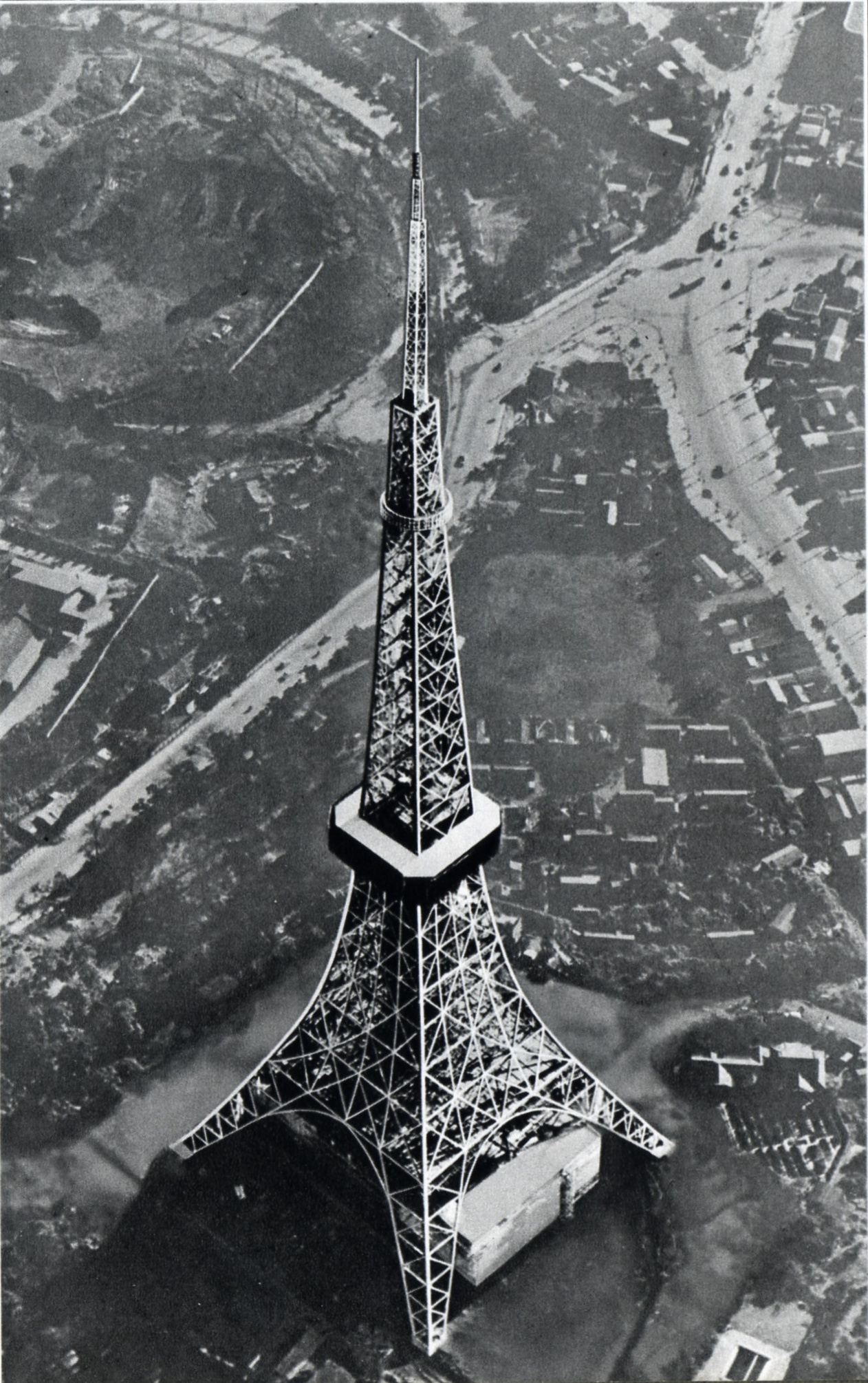
東京タワー（1958年12月23日竣工）

- 1952年 日本真珠会館 - 光安義光（近代化産業遺産）
- 1953年 世界平和記念聖堂 - 村野藤吾（重要文化財）
- 1955年 広島平和記念資料館、広島平和記念公園 - 丹下健三（重要文化財）
- 1955年 熊本逓信病院 - 山田守
- 1958年 香川県庁舎 - 丹下健三
- 1958年 関東逓信病院 - 國方秀男（日本電信電話公社 建築部）
- 1958年 東京タワー - 内藤多仲（登録有形文化財）
- 1959年 国立西洋美術館 - ル・コルビュジエ（重要文化財）

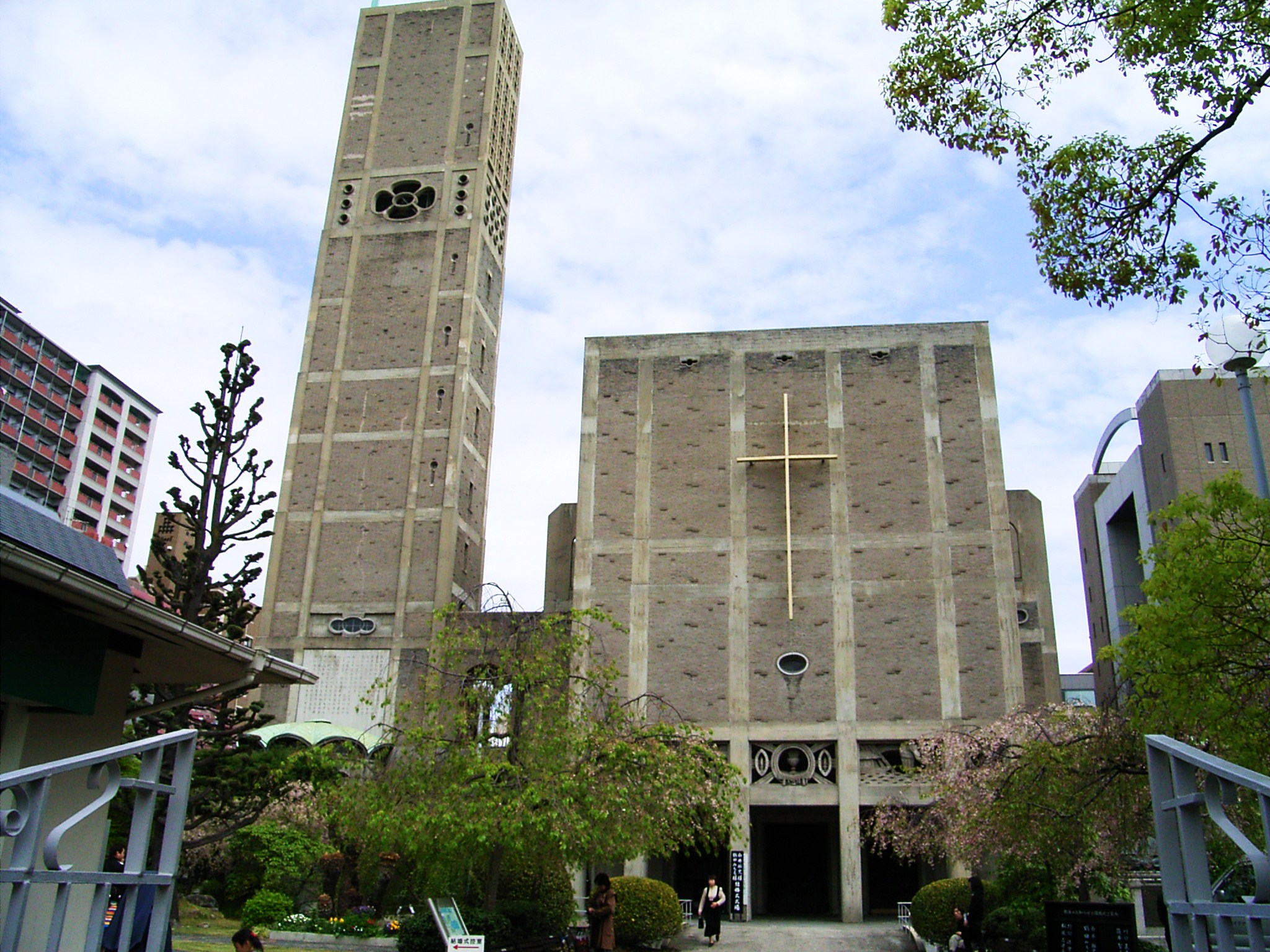
世界平和記念聖堂
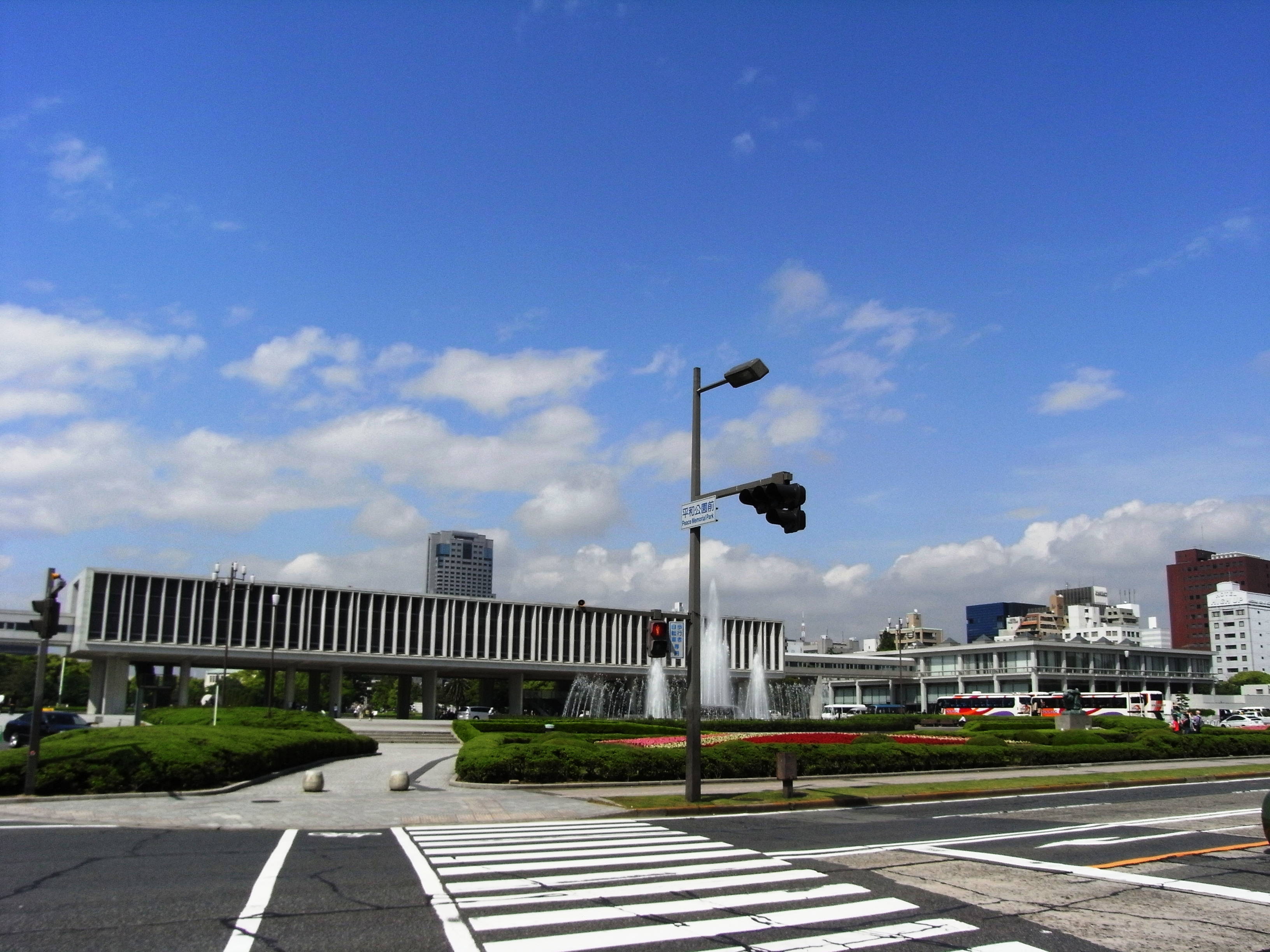
広島平和記念資料館
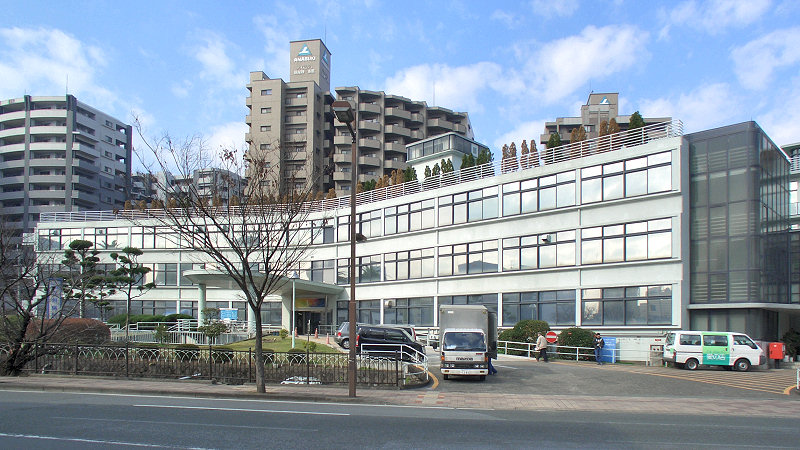
熊本逓信病院
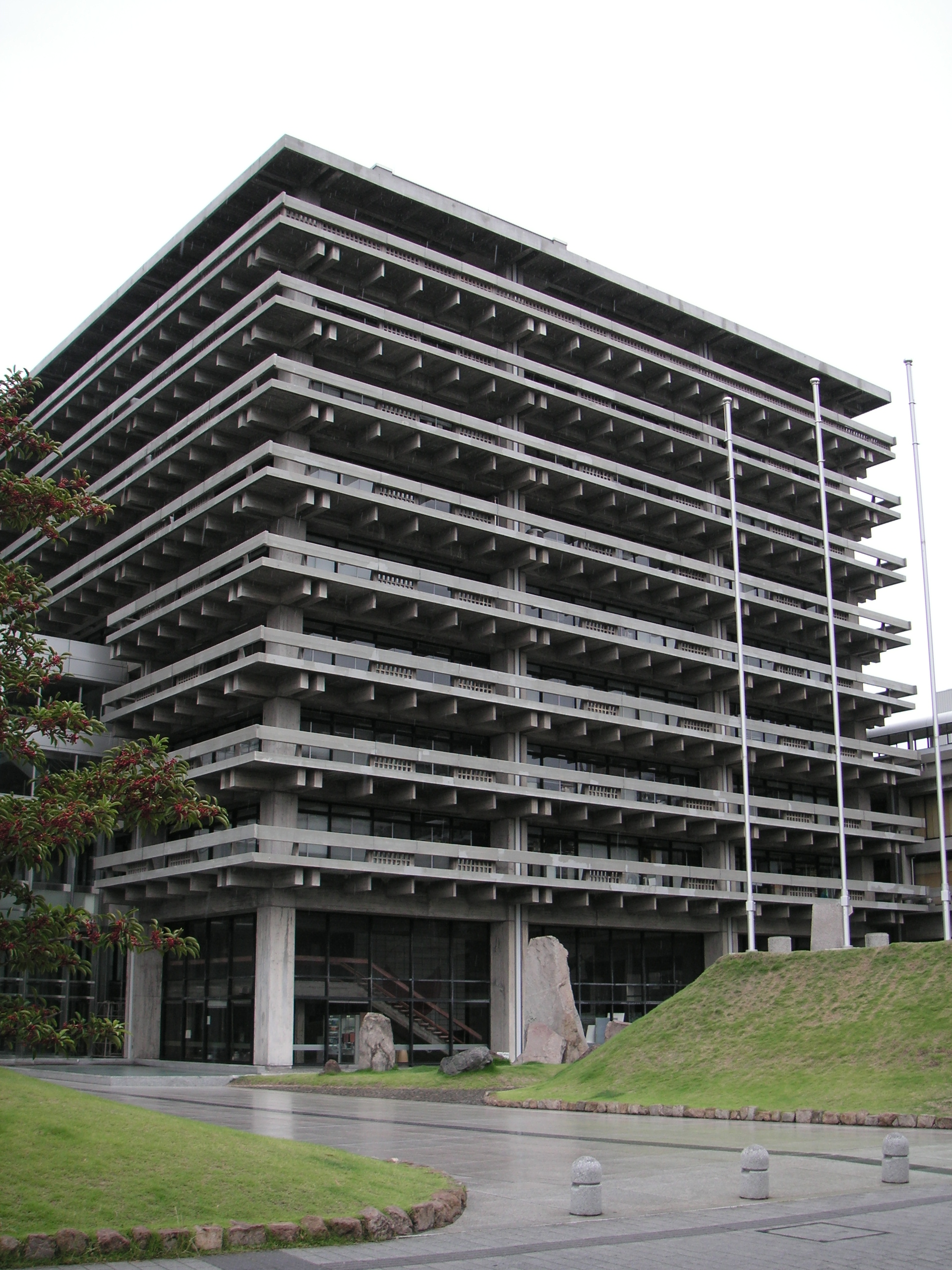
香川県庁舎
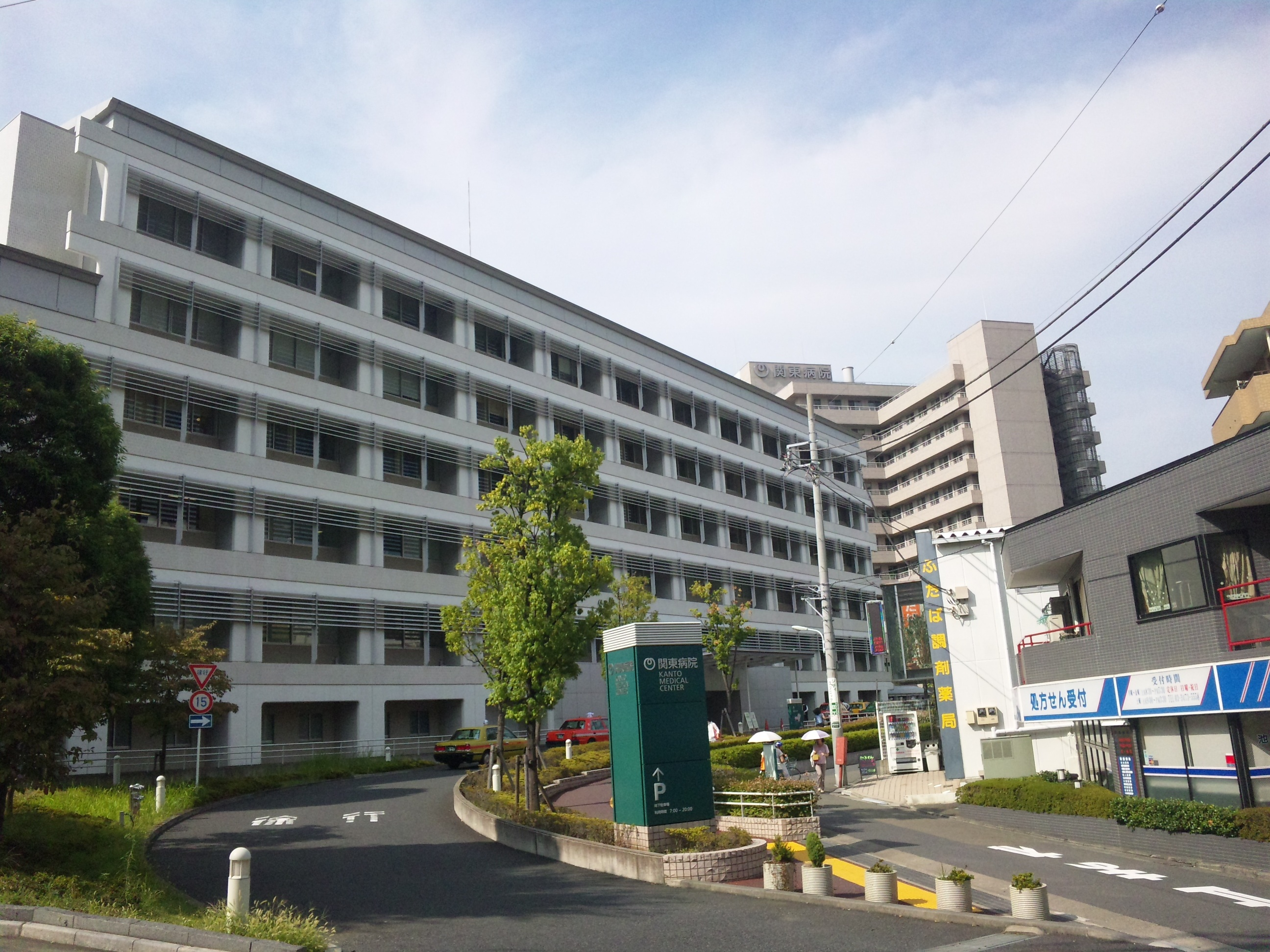
関東逓信病院
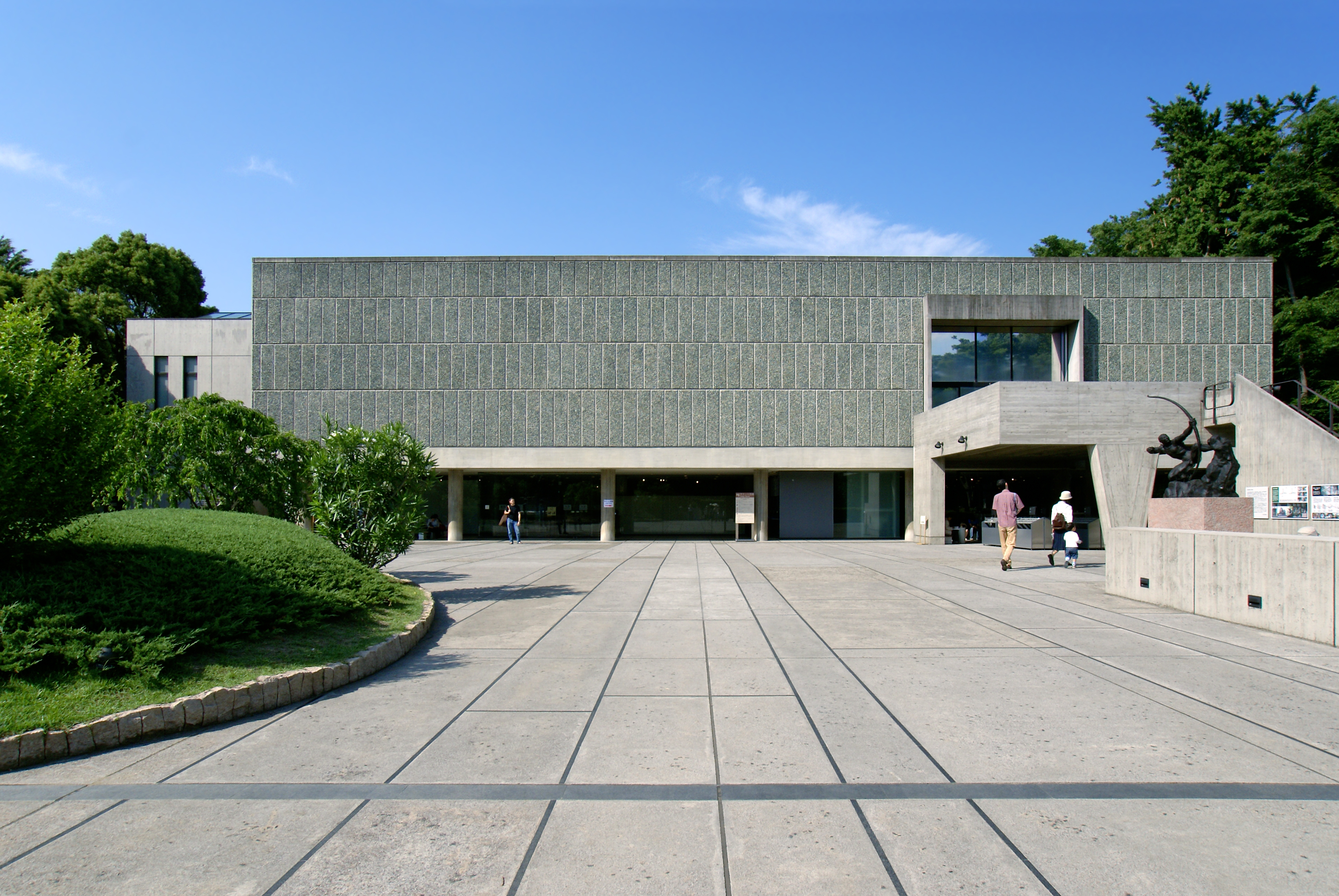
国立西洋美術館

### 映画
- ゴジラシリーズ第1作『ゴジラ』公開（1954年11月3日、東宝）。

## 人物

### 政治
- 吉田茂（1878年 - 1967年）
- 鳩山一郎（1883年 - 1959年）
- 三木武吉（1884年 - 1956年）
- 石橋湛山（1884年 - 1973年）
- 益谷秀次（1888年 - 1973年）
- 緒方竹虎（1888年 - 1956年）
- 石井光次郎（1889年 - 1981年）
- 大野伴睦（1890年 - 1964年）
- 野坂参三（1892年 - 1993年）
- マシュー・リッジウェイ（1895年 - 1993年）
- 市川房枝（1893年 - 1981年）
- 犬養健（1896年 - 1960年）
- 岸信介（1896年 - 1987年）
- 周東英雄（1898年 - 1981年）
- 広川弘禅（1902年 - 1967年）
- 加瀬俊一（1903年 - 2004年）
- 赤城宗徳（1904年 - 1993年）
- 橋本龍伍（1906年 - 1962年）
- 宮本顕治（1908年 - 2007年）
- 伊藤律（1913年 - 2007年）
- 石田博英（1914年 - 1993年）

### 経済
- 正力松太郎（1885年 - 1969年）
- 犬丸徹三（1887年 - 1981年）
- 石田退三（1888年 - 1979年）
- 中部兼市（1892年 - 1953年）
- 城戸四郎（1894年 - 1977年）
- 松下幸之助（1894年 - 1989年）
- 野田誠三（1895年 - 1978年）
- 松田恒次（1895年 - 1970年）
- 中部謙吉（1896年 - 1977年）
- 具志堅宗精（1896年 - 1979年）
- 大川博（1896年 - 1971年）
- 大城鎌吉（1897年 - 1992年）
- 神谷正太郎（1898年 - 1980年）
- 小林中（1899年 - 1981年）
- 水野成夫（1899年 - 1972年）
- 永野重雄（1900年 - 1984年）
- 国場幸太郎（1900年 - 1988年）
- 中部利三郎（1901年 - 1970年）
- 白洲次郎（1902年 - 1985年）
- 櫻田武（1904年 - 1985年）
- 吉原治良（1905年 - 1972年）
- 永田雅一（1906年 - 1985年）
- 本田宗一郎（1906年 - 1991年）
- 井深大（1908年 - 1997年）
- 安藤百福（1910年 - 2007年）
- 藤沢武夫（1910年 - 1988年）
- 五島昇（1916年 - 1989年）

### 文学
- 壺井繁治（1897年 - 1975年）
- 今東光（1898年 - 1977年）
- 川端康成（1899年 - 1972年）
- 壺井栄（1899年 - 1967年）
- 久生十蘭（1902年 - 1957年）
- 横溝正史（1902年 - 1981年）
- 山本周五郎（1903年 - 1967年）
- 森茉莉（1903年 - 1987年）
- 草野心平（1903年 - 1988年）
- 山之口貘（1903年 - 1963年）
- 今日出海（1903年 - 1984年）
- 舟橋聖一（1904年 - 1976年）
- 丹羽文雄（1904年 - 2005年）
- 大坪砂男（1904年 - 1965年）
- 伊藤整（1905年 - 1969年）
- 円地文子（1905年 - 1986年）
- 井上靖（1907年 - 1991年）
- 石井桃子（1907年 - 2008年）
- 山本健吉（1907年 - 1988年）
- 南條範夫（1908年 - 2004年）
- 日影丈吉（1908年 - 1991年）
- 田中澄江（1908年 - 2000年）
- 花田清輝（1909年 - 1974年）
- 大岡昇平（1909年 - 1988年）
- 松本清張（1909年 - 1992年）
- 檀一雄（1912年 - 1976年）
- 源氏鶏太（1912年 - 1985年）
- 新田次郎（1912年 - 1980年）
- 杉浦明平（1913年 - 2001年）
- 野間宏（1915年 - 1991年）
- 小島信夫（1915年 - 2006年）
- 五味川純平（1916年 - 1995年）
- 大西巨人（1916年 - 2014年）
- 柴田錬三郎（1917年 - 1978年）
- 有馬頼義（1918年 - 1980年）
- 堀田善衛（1918年 - 1998年）
- 安藤次男（1919年 - 2002年）
- 安岡章太郎（1920年 - 2013年）
- 阿川弘之（1920年 - 2015年）
- 塚本邦雄（1920年 - 2005年）
- エドワード・ジョージ・サイデンステッカー（1921年 - 2007年）
- 山田風太郎（1922年 - 2001年）
- 遠藤周作（1923年 - 1996年）
- 吉行淳之介（1924年 - 1994年）
- 三島由紀夫（1925年 - 1970年）
- 三浦朱門（1926年 - 2017年）
- 茨木のり子（1926年 - 2006年）
- 城山三郎（1927年 - 2007年）
- 有吉佐和子（1931年 - 1984年）
- 曽野綾子（1931年 - 2025年）
- 谷川俊太郎（1931年 - 2024年）
- 石原慎太郎（1932年 - 2022年）
- 大江健三郎（1935年 - 2023年）

### 評論・人文諸学
- 新村出（1876年 - 1967年）
- 出隆（1892年 - 1980年）
- 林達夫（1896年 - 1984年）
- 金関丈夫（1897年 - 1983年）
- 呉茂一（1897年 - 1977年）
- 畠中尚志（1899年 - 1980年）
- 大宅壮一（1900年 - 1970年）
- 田中美知太郎（1902年 - 1985年）
- 唐木順三（1904年 - 1980年）
- 知里真志保（1909年 - 1961年）
- 竹内好（1910年 - 1977年）
- 中村光夫（1911年 - 1988年）
- 福田恆存（1912年 - 1994年）
- 吉田健一（1912年 - 1977年）
- 金田一春彦（1913年 - 2004年）
- 吉田秀和（1913年 - 2012年）
- 矢内原伊作（1918年 - 1989年）
- 加藤周一（1919年 - 2008年）

### 宗教
- 岡田茂吉（1882年 - 1955年）

### 教育
- 無着成恭（1927年 - 2023年）

### 芸能
- 左卜全（1894年 - 1971年）
- 武原はん（1903年 - 1998年）
- 十三代目片岡仁左衛門（1903年 - 1994年）
- 笠智衆（1904年 - 1993年）
- 志村喬（1905年 - 1982年）
- 藤原釜足（1905年 - 1985年）
- 滝沢修（1906年 - 2000年）
- 浪花千栄子（1907年 - 1973年）
- 長岡輝子（1908年 - 2010年）
- 伴淳三郎（1908年 - 1981年）
- 沢村貞子（1908年 - 1996年）
- 十一代目市川團十郎（1909年 - 1965年）
- 飯沢匡（1909年 - 1994年）
- 田中絹代（1909年 - 1977年）
- 山村聰（1910年 - 2000年）
- 八代目松本幸四郎（1910年 - 1982年）
- 森雅之（1911年 - 1973年）
- 加東大介（1911年 - 1975年）
- 坂東好太郎（1911年 - 1981年）
- 北林谷栄（1911年 - 2010年）
- 大友柳太朗（1912年 - 1985年）
- 森繁久彌（1913年 - 2009年）
- 宇野重吉（1914年 - 1988年）
- 西条凡児（1914年 - 1993年）
- 七代目尾上梅幸（1915年 - 1995年）
- 六代目中村歌右衛門（1917年 - 2001年）
- 千秋実（1917年 - 1999年）
- 多々良純（1917年 - 2006年）
- トニー谷（1917年 - 1987年）
- 池部良（1918年 - 2010年）
- 伊藤雄之助（1919年 - 1980年）
- 丹下キヨ子（1920年 - 1998年）
- 三船敏郎（1920年 - 1997年）
- 原節子（1920年 - 2015年）
- ミヤコ蝶々（1920年 - 2000年）
- 四代目中村雀右衛門（1920年 - 2012年）
- 由利徹（1921年 - 1999年）
- 内海桂子（1922年 - 2020年）
- コロムビア・トップ（1922年 - 2004年）
- 船越英二（1923年 - 2007年)
- 金子信雄（1923年 - 1995年）
- 小林桂樹（1923年 - 2010年）
- 京マチ子（1924年 - 2019年）
- 高峰秀子（1924年 - 2010年）
- 淡島千景（1924年 - 2012年）
- 鶴田浩二（1924年 - 1987年）
- 越路吹雪（1924年 - 1980年）
- 三木のり平（1924年 - 1999年）
- 南都雄二（1924年 - 1973年）
- 南利明（1924年 - 1995年）
- 大泉滉（1925年 - 1998年）
- 佐田啓二（1926年 - 1964年）
- 東千代之介（1926年 - 2000年）
- 八波むと志（1926年 - 1964年）
- コロムビア・ライト（1927年 - 2010年）
- 浅香光代（1928年 - 2020年）
- フランキー堺（1929年 - 1996年）
- 小沢昭一（1929年 - 2012年）
- 正司歌江（1929年 - 2024年）
- 新珠三千代（1930年 - 2001年）
- 高島忠夫（1930年 - 2019年）
- 宇津井健（1931年 - 2014年）
- 大村崑（1931年 - ）
- 四代目坂田藤十郎（1931年 - 2020年）
- 山本富士子（1931年 - ）
- 香川京子（1931年 - ）
- 久我美子（1931年 - 2024年）
- 八千草薫（1931年 - 2019年）
- 岸惠子（1932年 - ）
- 伊東絹子（1932年 - 2023年）
- 有馬稲子（1932年 - ）
- 中村錦之助（萬屋錦之介）（1932年 - 1997年）
- 淡路恵子（1933年 - 2014年）
- 草笛光子（1933年 - ）
- 宍戸錠（1933年 - 2020年）
- 南田洋子（1933年 - 2009年）
- 石原裕次郎（1934年 - 1987年）
- 長門裕之（1934年 - 2011年）
- 宝田明（1934年 - 2022年）
- 中村メイコ（1934年 - 2023年）
- 岡田眞澄（1935年 - 2006年）
- 内海好江（1936年 - 1997年）
- 川口浩（1936年 - 1987年）
- 野添ひとみ（1936年 - 1995年）
- 小林旭（1938年 - ）
- 冨士眞奈美（1938年 - ）
- 松島トモ子（1945年 - ）
- 鰐淵晴子（1945年 - ）

#### 演芸
- 古今亭志ん生（1890年 - 1973年）
- 桂文楽（1892年 - 1971年）
- 桂小文治（1893年 - 1967年）
- 林家彦六（1895年 - 1982年）
- 古今亭今輔（1898年 - 1976年）
- 春風亭柳橋（1899年 - 1979年）
- 三遊亭圓生（1900年 - 1979年）
- 三代目 桂三木助（1902年 - 1961年）
- 江戸家猫八（1921年 - 2001年）
- 一龍齋貞鳳（1926年 - 2016年）
- 四代目 三遊亭金馬（1929年 - 2022年）

### 映画
- 衣笠貞之助（1896年 - 1982年）
- 溝口健二（1898年 - 1956年）
- 円谷英二（1901年 - 1970年）
- 小津安二郎（1903年 - 1963年）
- 成瀬巳喜男（1905年 - 1969年）
- 稲垣浩（1905年 - 1980年）
- 植草甚一（1908年 - 1979年）
- マキノ雅弘（1908年 - 1993年）
- マキノ光雄（1909年 - 1971年）
- 黒澤明（1910年 - 1998年）
- 双葉十三郎（1910年 - 2009年）
- 本多猪四郎（1911年 - 1993年）
- 木下惠介（1912年 -1998年）
- 新藤兼人（1912年 - 2012年）
- 川島雄三（1918年 - 1963年）
- 川内康範（1920年 - 2008年）

### 音楽
- 古関裕而（1909年 - 1989年）
- 伊福部昭（1914年 - 2006年）
- 二葉あき子（1915年 - 2011年）
- 高英男（1918年 - 2009年）
- 吉田正（1921年 - 1998年）
- 暁テル子（1921年 - 1962年）
- 中田喜直（1923年 - 2000年）
- 津村謙（1923年 - 1961年）
- 團伊玖磨（1924年 - 2001年）
- 春日八郎（1924年 - 1991年）
- 芥川也寸志（1925年 - 1989年）
- 渡辺宙明（1925年 - 2022年）
- 菅原都々子（1927年 - ）
- 三浦洸一（1928年 - 2025年）
- 黛敏郎（1929年 - 1997年）
- 三橋美智也（1930年 - 1996年）
- 曽根史朗（1930年 - ）
- 若原一郎（1931年 - 1990年）
- フランク永井（1932年 - 2008年）
- ペギー葉山（1933年 - 2017年）
- 美輪明宏（1935年 - ）
- 水原弘（1935年 - 1978年）
- 江利チエミ（1937年 - 1982年）
- 美空ひばり（1937年 - 1989年）
- 雪村いづみ（1937年 - ）
- 平尾昌晃（1937年 - 2017年）

### 芸術
- 平櫛田中（1872年 - 1979年）
- 熊谷守一（1880年 - 1977年）
- 北大路魯山人（1883年 - 1959年）
- 北村西望（1884年 - 1987年）
- 内藤多仲（1886年 - 1970年）
- 奥村土牛（1889年 - 1990年）
- 村野藤吾（1891年 - 1984年）
- 濱田庄司（1894年 - 1978年）
- 吉田五十八（1894年 - 1974年）
- 堀口捨己（1895年 - 1984年）
- 小倉遊亀（1895年 - 2000年）
- 芹沢銈介（1895年 - 1984年）
- 林武（1896年 - 1975年）
- 伊東深水（1898年 - 1972年）
- 岡鹿之助（1898年 - 1978年）
- 勅使河原蒼風（1900年 - 1979年）
- 坂倉準三（1901年 - 1969年）
- 猪熊弦一郎（1902年 - 1993年）
- 岡田謙三（1902年 - 1982年）
- 鳥海青児（1902年 - 1972年）
- 山口長男（1902年 - 1983年）
- 棟方志功（1903年 - 1975年）
- 岩橋英遠（1903年 - 1999年）
- 谷口吉郎（1904年 - 1979年）
- 難波田龍起（1905年 - 1997年）
- 白井晟一（1905年 - 1983年）
- 中村直人（1905年 - 1981年）
- 東山魁夷（1908年 - 1999年）
- 玉井力三（1908年 - 1982年）
- 脇田和（1908年 - 2005年）
- 土門拳（1909年 - 1990年）
- 杉山寧（1909年 - 1993年）
- 浜口陽三（1909年 - 2000年）
- 柳原義達（1910年 - 2004年）
- 桑沢洋子（1910年 - 1977年）
- 佐藤忠良（1912年 - 2011年）
- 中原淳一（1913年 - 1983年）
- 篠田桃紅（1913年 - 2021年）
- 丹下健三（1913年 - 2005年）
- 小山田二郎（1914年 - 1991年）
- 武部本一郎（1914年 - 1980年）
- 濱谷浩（1915年 - 1999年）
- 柳宗理（1915年 - 2011年）
- 土方重巳（1915年 - 1986年）
- 井上有一（1916年 - 1985年）
- 浜田知明（1917年 - 2018年）
- 吉阪隆正（1917年 - 1980年）
- 八木一夫（1918年 - 1979年）
- 山下菊二（1919年 - 1986年）
- 横山操（1920年 - 1973年）
- 秋山庄太郎（1920年 - 2003年）
- 駒井哲郎（1920年 - 1976年）
- 石元泰博（1921年 - 2012年）
- 山下清（1922年 - 1971年）
- 元永定正（1922年 - 2011年）
- 大辻清司（1923年 - 2001年）
- 白髪一雄（1924年 - 2008年）
- 藤城清治（1924年 - ）
- 村上三郎（1925年 - 1996年）
- 今井俊満（1928年 - 2002年）
- 堂本尚郎（1928年 - 2013年）
- 山口勝弘（1928年 - 2018年）
- 池田龍雄（1928年 - 2020年）
- 岡上淑子（1928年 - ）
- 砂澤ビッキ（1931年 - 1989年）
- 田中敦子（1932年 - 2005年）

#### 漫画・アニメ
- 山本早苗（1898年 - 1981年）
- 大藤信郎（1900年 - 1961年）
- 藪下泰司（1903年 - 1986年）
- 近藤日出造（1908年 - 1979年）
- 杉浦茂（1908年 - 2000年）
- 横山隆一（1909年 - 2001年）
- 秋好馨（1912年 - 1989年）
- 清水崑（1912年 - 1974年）
- 那須良輔（1913年 - 1989年）
- 倉金章介（1914年 - 1973年）
- 石田英助（1914年 - 2010年）
- 原一司（1915年 - 1957年）
- 小松崎茂（1915年 - 2001年）
- 根本進（1916年 - 2002年）
- 西川辰美（1916年 - 1971年）
- 横山泰三（1917年 - 2007年）
- 上田トシコ（1917年 - 2008年）
- 前谷惟光（1917年 - 1974年）
- 南部正太郎（1918年 - 1976年）
- 持永只仁（1919年 - 1999年）
- 長谷川町子（1920年 - 1992年）
- 福井英一（1921年 - 1954年）
- 谷内六郎（1921年 - 1981年）
- うしおそうじ（1921年 - 2004年）
- 武内つなよし（1922年 - 1987年）
- 岡部冬彦（1922年 - 2005年）
- 高野よしてる（1923年 - 2008年）
- 川本喜八郎（1925年 - 2010年）
- 森康二（1925年 - 1992年）
- 富永一朗（1925年 - 2021年）
- 加藤芳郎（1925年 - 2006年）
- 馬場のぼる（1927年 - 2001年）
- 関谷ひさし（1928年 - 2008年）
- 小島功（1928年 - 2015年）
- 手塚治虫（1928年 - 1989年）
- 佃公彦（1930年 - 2010年）
- 木村光久（1930年 - 1996年）
- 寺田ヒロオ（1931年 - 1992年）
- 白土三平（1932年 - 2021年）
- 吉田竜夫（1932年 - 1977年）
- 桜井昌一（1933年 - 2003年）
- 藤子・F・不二雄（1933年 - 1996年）
- 藤子不二雄A（1934年 - 2022年）
- 棚下照生（1934年 - 2003年）
- 横山光輝（1934年 - 2004年）
- 高橋真琴（1934年 - 2024年）
- 森安なおや（1934年 - 1999年）
- 園山俊二（1935年 - 1993年）
- 辰巳ヨシヒロ（1935年 - 2017年）
- 山根赤鬼（1935年 - 2003年）
- 鈴木光明（1936年 - 2004年）
- 梶原一騎（1936年 - 1987年）
- 谷川一彦（1936年 - 2008年）
- つげ義春（1937年 - ）

### スポーツ
- 竹腰重丸（1906年 - 1980年）
- 川本泰三（1914年 - 1985年）
- 高橋英辰（1916年 - 2000年）
- 二宮洋一（1917年 - 2000年）
- 保田隆芳（1920年 - 2009年）
- 白井義男（1923年 - 2003年）
- 力道山（1924年 - 1963年）
- 栃錦清隆（1925年 - 1990年）
- 鴇田正憲（1925年 - 2004年）
- 岩谷俊夫（1925年 - 1970年）
- 若乃花幹士（1928年 - 2010年）
- 野平祐二（1928年 - 2001年）
- 猪谷千春（1931年 - ）
- 平木隆三（1931年 - 2009年）

#### 野球
- 小西得郎（1896年 - 1977年）
- 石本秀一（1897年 - 1982年）
- 新田恭一（1898年 - 1986年）
- 浜崎真二（1901年 - 1981年）
- 湯浅禎夫（1902年 - 1958年）
- 芥田武夫（1903年 - 1987年）
- 天知俊一（1903年 - 1976年）
- 藤本定義（1904年 - 1981年）
- 藤田省三（1908年 - 1987年）
- 井野川利春（1908年 - 1976年）
- 水原茂（1909年 - 1982年）
- 松木謙治郎（1909年 - 1986年）
- 田中義雄（1909年 - 1985年）
- 西垣徳雄（1910年 - 1989年）
- 三原脩（1911年 - 1984年）
- 岩本義行（1912年 - 2008年）
- 迫畑正巳（1912年 - 1975年）
- 坪内道典（1914年 - 1997年）
- 杉浦清（1914年 - 1987年）
- 藤田宗一（1914年 - 1980年）
- 戸倉勝城（1914年 - 1997年）
- 呉昌征（1916年 - 1987年）
- 鶴岡一人（1916年 - 2000年）
- 藤村富美男（1916年 - 1992年）
- 藤井勇（1916年 - 1986年）
- 大沢清（1916年 - 2005年）
- 宇野光雄（1917年 - 1994年）
- 辻井弘（1917年 - 1993年）
- 伊賀上潤伍（1917年 - 2000年）
- 門前眞佐人（1917年 - 1984年）
- 野口明（1917年 - 1996年）
- 本堂保弥（1918年 - 1997年）
- 中谷準志（1918年 - 1970年）
- 白石勝巳（1918年 - 2000年）
- 藤本英雄（1918年 - 1997年）
- 飯島滋弥（1918年 - 1970年）
- 宮崎剛（1918年 - 2015年）
- 児玉利一（1919年 - 2008年）
- 千葉茂（1919年 - 2002年）
- 原田督三（1919年 - 1976年）
- 中尾碩志（1919年 - 1997年）
- 服部受弘（1920年 - 1991年）
- 林義一（1920年 - 2008年）
- 鬼頭政一（1920年 - 2008年）
- 川上哲治（1920年 - 2013年）
- 森下重好（1920年 - 2000年）
- 日比野武（1920年 - 1975年）
- 河西俊雄（1920年 - 2007年）
- 笠原和夫（1920年 - 1998年）
- 国枝利通（1920年 - 2011年）
- 金田正泰（1920年 - 1992年）
- 別当薫（1920年 - 1999年）
- 梶岡忠義（1920年 - 2003年）
- 柚木進（1920年 - 1977年）
- 山田潔（1921年 - 1984年）
- 三宅宅三（1921年 - 2006年）
- 川崎徳次（1921年 - 2006年）
- 伊勢川真澄（1921年 - 1996年）
- 土井垣武（1921年 - 1999年）
- 西沢道夫（1921年 - 1977年）
- 大島信雄（1921年 - 2005年）
- 古川清蔵（1922年 - 2018年）
- 金山次郎（1922年 - 1984年）
- 山川武範（1922年 - 1981年）
- 別所毅彦（1922年 - 1999年）
- 武末悉昌（1922年 - 1998年）
- 安居玉一（1922年 - 2002年）
- 大下弘（1922年 - 1979年）
- 小鶴誠（1922年 - 2003年）
- 長谷川善三（1923年 - 1998年）
- 江田孝（1923年 - 1978年）
- 中村栄（1923年 - 1998年）
- 真田重蔵（1923年 - 1994年）
- 平井三郎（1923年 - 1969年）
- 堀井数男（1923年 - 1994年）
- 後藤次男（1924年 - 2016年）
- 徳網茂（1924年 - 1976年）
- 飯田徳治（1924年 - 2000年）
- 荒川昇治（1924年 - 1997年）
- 木塚忠助（1924年 - 1987年）
- 天保義夫（1924年 - 1999年）
- 林直明（1924年 - 没年不明）
- 藤原鉄之助（1924年 - 2002年）
- 青田昇（1924年 - 1997年）
- 塚本悦郎（1924年 - 2014年）
- 目時春雄（1925年 - 1995年）
- 佐竹一雄（1925年 - 2017年）
- 大友工（1925年 - 2013年）
- 与那嶺要（1925年 - 2011年）
- 筒井敬三（1925年 - 1959年）
- 杉下茂（1925年 - 2023年）
- 近藤貞雄（1925年 - 2006年）
- 関口清治（1925年 - 2007年）
- 杉山悟（1926年 - 2009年）
- 坂本文次郎（1926年 - 1994年）
- 滝田政治（1926年 - 没年不明）
- 荒巻淳（1926年 - 1971年）
- 島原輝夫（1927年 - 2004年）
- 関根潤三（1927年 - 2020年）
- 蔭山和夫（1927年 - 1965年）
- 川合幸三（1927年 - 1994年）
- 杉山光平（1927年 - ）
- 米川泰夫（1927年 - 2007年）
- 田宮謙次郎（1928年 - 2010年）
- 日下隆（1929年 - 2010年）
- 平山智（1930年 - 2021年）
- 長谷川良平（1930年 - 2006年）
- 岩本尭（1930年 - ）
- 荒川博（1930年 - 2016年）
- 河野昭修（1930年 - 2011年）
- 岡本伊三美（1931年 - ）
- 本多逸郎（1931年 - 2005年）
- 山下健（1931年 - 2006年）
- 藤田元司（1931年 - 2006年）
- 佐藤孝夫（1931年 - 2005年）
- 花井悠（1932年 - 2007年）
- 広岡達朗（1932年 - ）
- 鈴木武（1932年 - 2004年）
- 大沢啓二（1932年 - 2010年）
- 石川進（1932年 - 2004年）
- 山内一弘（1932年 - 2009年）
- 長谷川繁雄（1932年 - 1966年）
- 鵜飼勝美（1932年 - ）
- 岡本健一郎（1933年 - ）
- 渡辺省三（1933年 - 1998年）
- 中西太（1933年 - 2023年）
- 穴吹義雄（1933年 - 2018年）
- 土井淳（1933年 - ）
- 吉沢岳男（1933年 - 1971年）
- 吉田義男（1933年 - ）
- 金田正一（1933年 - 2019年）
- 河村英文（1933年 - 2005年）
- 森下整鎮（1933年 - 2018年）
- 鈴木隆（1933年 - 2024年）
- 小野正一（1933年 - 2003年）
- 河合保彦（1933年 - 1984年）
- 備前喜夫（1933年 - 2015年）
- 佐々木信也（1933年 - ）
- 秋山登（1934年 - 2000年）
- 町田行彦（1934年 - ）
- 大和田明（1934年 - 2001年）
- 三宅秀史（1934年 - 2021年）
- 森永勝治（1934年 - 1993年）
- 権藤正利（1934年 - ）
- 井上登（1934年 - 2012年）
- 小山正明（1934年 - 2025年）
- 藤尾茂（1934年 - 2022年）
- 寺田陽介（1934年 - ）
- 西村貞朗（1934年 - 2015年）
- 高倉照幸（1934年 - 2018年）
- 河野旭輝（1935年 - 2014年）
- 植村義信（1935年 - 2023年）
- 小淵泰輔（1935年 - 2011年）
- 豊田泰光（1935年 - 2016年）
- 中田昌宏（1935年 - 2009年）
- 梶本隆夫（1935年 - 2006年）
- 仰木彬（1935年 - 2005年）
- 岡嶋博治（1935年 - ）
- 小玉明利（1935年 - 2019年）
- 安藤順三（1935年 - ）
- 野村克也（1935年 - 2020年）
- 皆川睦雄（1935年 - 2005年）
- 宅和本司（1935年 - 2024年）
- 杉浦忠（1935年 - 2001年）
- 滝内弥瑞生（1935年 - 2018年）
- 本屋敷錦吾（1935年 - ）
- 土橋正幸（1935年 - 2013年）
- 大石正彦（1936年 - ）
- 毒島章一（1936年 - 2023年）
- 長嶋茂雄（1936年 - 2025年）
- 田中尊（1936年 - 2005年）
- 島田光二（1936年 - ）
- 中利夫（1936年 - 2023年）
- 玉造陽二（1936年 - ）
- 広瀬叔功（1936年 - ）
- 根来広光（1936年 - 2009年）
- 榎本喜八（1936年 - 2012年）
- 葛城隆雄（1936年 - 2013年）
- 和田博実（1937年 - 2009年）
- 稲尾和久（1937年 - 2007年）
- 若生忠男（1937年 - 1998年）
- 山本八郎（1937年 - ）
- 米田哲也（1938年 - ）
- 醍醐猛夫（1938年 - 2019年）

### その他
- 多田等観（1890年 - 1967年）
- 木村常信（1901年 - 1991年）
- 大塚久雄（1907年 - 1996年）
- 川島武宜（1909年 - 1992年）
- 大和球士（1910年 - 1992年）
- 花森安治（1911年 - 1978年）
- 斎藤十一（1914年 - 2000年）
- 小平邦彦（1915年 - 1997年）
- 陳建民（1919年 - 1990年）
- 大山康晴（1923年 - 1992年）